# Stadthaus Olten

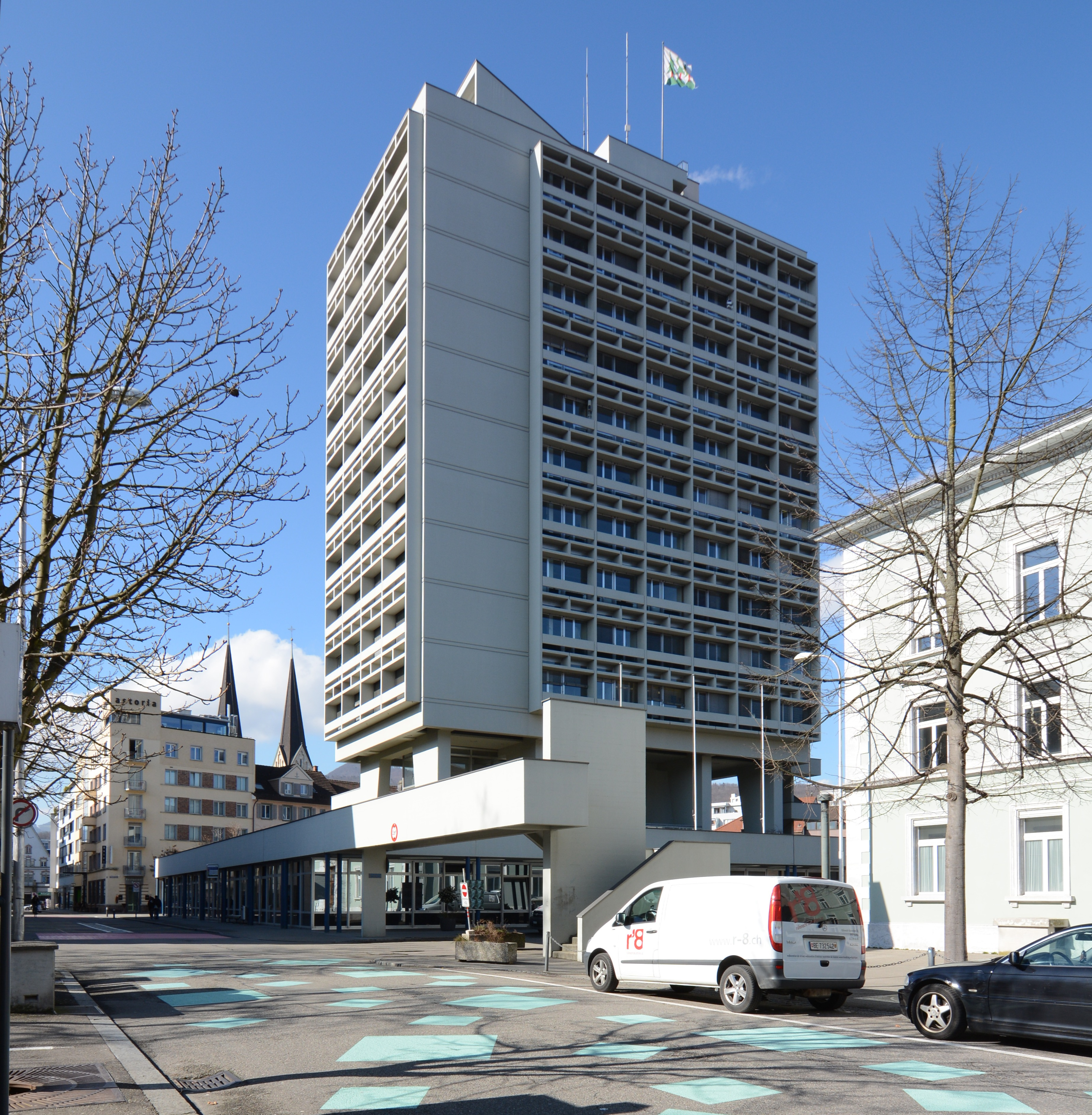
Stadthaus Olten (Gesamtansicht, 2014)

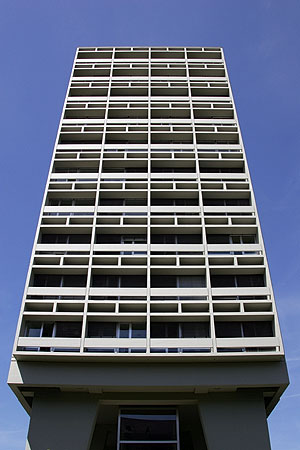
Fassade des Stadthauses Olten

Das Stadthaus von Olten ist ein Verwaltungsgebäude und ein Bauzeuge der modernen Schweizer Architektur in der Stadt Olten im Kanton Solothurn. Mit seinen grosszügigen Dimensionen bezeugt das Bauwerk die dynamische politische Haltung der Nachkriegszeit in der Region am Jurasüdfuss.

## Geschichte
Für die Verwaltung der seit dem späten 19. Jahrhundert und seit dem Zweiten Weltkrieg stark gewachsenen Stadt Olten genügte das um 1900 errichtete ältere Stadthaus bei der Bahnhofbrücke nicht mehr, und so beschloss die Stadt den Bau eines neuen Stadthauses. An der Stelle eines alten, grossen Bauernhofes im Hübeliquartier und unmittelbar neben dem Hübelischulhaus und dem Historischen Museum liess die Einwohnergemeinde Olten nach dem Projekt der Architekten Willy Frey, Alois Egger und Werner Peterhans von 1963 bis 1966 das neue Stadthaus ausführen. Im vorher durchgeführten Architekturwettbewerb hatten die Solothurner Architekten Bruno und Fritz Haller den ersten Preis errungen; ihr Projekt wurde jedoch nicht ausgeführt.

## Baubeschrieb
Die Anlage zwischen Dornacherstrasse, Konradstrasse und Hübelistrasse besteht aus einem Hochhaus für die Stadtverwaltung, einem separaten Saalbau, dem so genannten Ratsaal (für Gemeinderatssaal) sowie einem weitläufigen Sockelgeschoss mit Durchgangsbereichen, Empfangsräumen und Büros. Durch die architektonische Trennung der Gebäude für die Legislative und die Exekutive symbolisiert der Stadthauskomplex die demokratische Organisation der Stadtgemeinde.
Die Baugestalt des Verwaltungshochhauses ist mit den hohen Betonpfeilern, der Fassadengliederung und der Ausstattung mit Aufbauten auf dem Dachgeschoss von der mächtigen Wohnanlage Unité d’Habitation von Le Corbusier bei Marseille abgeleitet.
Im Stadthaus befinden sich neben der Verwaltung ein Polizeiposten und ein Stockwerk für Ausstellungen. Im Erdgeschoss sind Kunstwerke von Heinz Schwarz, Matias Spescha, Jacques Neukomm und Urs Hanselmann angebracht. Auf der Ostseite schliesst im Untergeschoss eine Tiefgarage an das Kellergeschoss des Stadthauses an.